# Gömböc

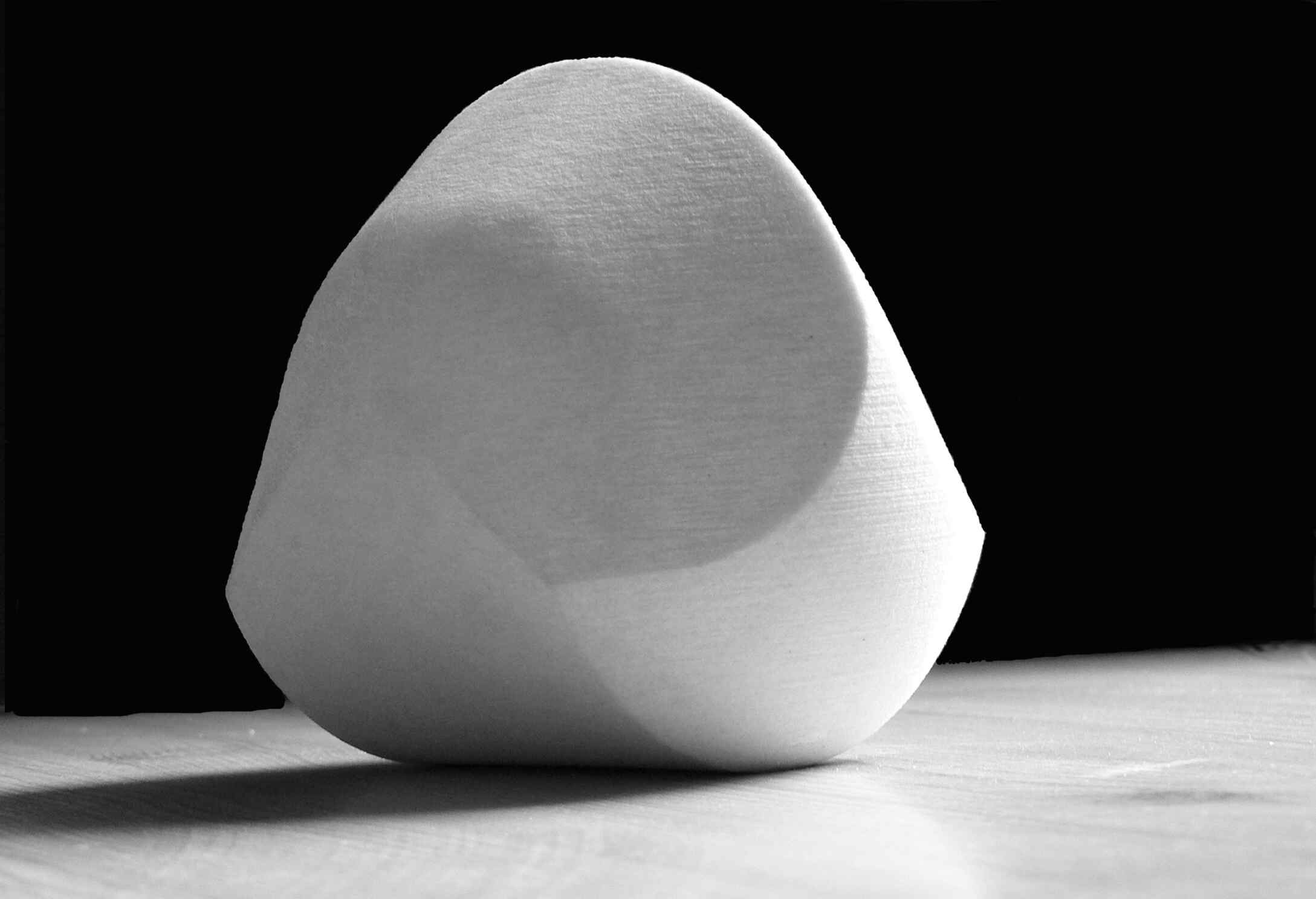
Un gömböc dans sa position d'équilibre stable.

Le gömböc (prononcé : /ˈgømbøt͡s/) est le premier exemple physique d'un objet homogène tridimensionnel convexe comportant un unique point d'équilibre stable et un unique point d'équilibre instable (mono-monostatique). Posé sur une surface plane, il revient toujours à la même position. Des objets possédant cette propriété sont peu courants. Son nom vient du hongrois gömb, « sphère ».

## Caractéristiques
Le gömböc est un objet homogène et convexe : sa masse est uniformément répartie et il ne possède aucun creux.
Il est mono-monostatique, il comporte:
- un seul point d'équilibre stable, soit un point où il revient après une perturbation ;
- un seul point d'équilibre instable, soit un point où il est en équilibre, mais où la moindre perturbation rompt cet équilibre.

En géométrie un objet possédant une seule position d'équilibre stable est appelé monostatique. Un objet monostatique possédant également une unique position d'équilibre instable est appelé mono-monostatique.
Un exemple courant d'objet mono-monostatique est le culbuto : il s'agit d'une sphère pipée pour que son centre de gravité diffère du barycentre géométrique. La différence de densité provoque la rotation du solide sur lui-même pour revenir dans sa position d'équilibre. À la différence du culbuto, le gömböc n'a pas de contrepoids lui permettant de revenir en position verticale : il est parfaitement homogène.

Modèle du culbuto vu de côté. À gauche dans sa position d'équilibre, à droite après une rotation de 60 degrés. La répartition inhomogène de la masse dans le solide provoque son retour à la position d'équilibre.

## Historique
L'existence de solides homogènes, convexes et mono-monostatiques a été supposée par le mathématicien russe Vladimir Arnold en 1995. S'il est facile de construire un objet non-homogène (culbuto) ou non convexe (sphère évidée) possédant ces propriétés, il est considérablement plus difficile de satisfaire ces deux conditions simultanément tout en maintenant l'existence des positions d'équilibre stable et instable.  
La preuve de l'existence a été donnée en 2006 par deux scientifiques hongrois, le mathématicien Gábor Domokos et l'ingénieur Péter Várkonyi de l'université polytechnique et économique de Budapest. Après en avoir démontré théoriquement l'existence, ils en ont donné un exemple physique. Les formes données par les équations mathématiques s'avéraient cependant très proches de sphères (d'où l'appellation gömböc, de gömb qui signifie « sphère » en hongrois). Il existe toute une famille de solides possédant les propriétés du gömböc (il s'agit d'une classe d'objets mono-monostatiques) mais toutes sont proches de la forme sphérique.  
Quelques mois plus tard, les deux scientifiques ont réussi à créer plusieurs objets appartenant à la fois à cette classe d'objets mono-monostatiques et ayant des formes très différentes de la sphère.

## Solutions

### Mathématique
La conjecture d'Arnold peut être reformulée à l'aide d'une généralisation du théorème des quatre sommets. Dans le cas d'une courbe plane, ce théorème stipule que la courbure doit posséder au moins quatre extrema : au moins deux maxima et deux minima. On pourrait être tenté de croire que la courbure de tout objet tridimensionnel possède également cette propriété, l'hypothèse du mathématicien russe était cependant que la courbure de certains objets tridimensionnels pourrait avoir moins que quatre extrema.

La forme typique d'un gömböc donnée par la solution de Domokos et Várkonyi.

La preuve de la solution donnée par les scientifiques hongrois en 2006 peut être consultée librement en ligne. La réponse à l'hypothèse d'Arnold est la suivante : des objets tridimensionnels homogènes, convexes et mono-monostatiques existent. Cependant, il est difficile de visualiser ou décrire de tels objets. Leur forme est différente de tout autre représentant de classe d'équilibre géométrique, ces objets devant être simultanément de « rondeur » maximale et de « platitude » minimale. Satisfaire ces deux conditions amène à une classe d'objets qui ressemblent à des sphères – à une différence de l'ordre du dix-millième. De tels objets sont cependant très difficiles à produire physiquement, et la première solution donnée par les chercheurs a dû être raffinée pour pouvoir être vérifiée expérimentalement. Le gömböc est le premier exemple à avoir été testé physiquement. 
La solution de Domokos et Várkonyi a des faces courbées et ressemble à une sphère écrasée. Les scientifiques sont cependant intéressés par une solution comportant uniquement des faces planes. On définit la complexité mécanique C d'un polyèdre mono-monostatique comme la somme du nombre de ses faces, arêtes et sommets à laquelle on soustrait deux. Un prix d'un million de dollars divisé par ce nombre C est en jeu pour quiconque trouvera le nombre minimal de faces, arêtes et sommets pour une solution polyédrale. S'il est tentant d'essayer d'approximer un gömböc par un polyèdre, le nombre de faces requises est estimé à plusieurs milliers. L'intérêt du challenge est donc de trouver une solution radicalement différente au problème.

### Fabrication
Le gömböc est relativement difficile à fabriquer. En effet la moindre variation de structure peut créer de nouveaux points de stabilité et d'instabilité, et ainsi lui faire perdre toute utilité. Il est fabriqué par l'entreprise hongroise Varinex à l'aide de machines de précision, assimilables à des imprimantes 3D, superposant des couches ultrafines d'un polymère pour former la forme finale. Il est possible d'acheter des exemplaires numérotés qui coûtent environ 1 000 €. La tolérance sur sa manufacture est de l'ordre du millième, c'est-à-dire moins de 0,1 mm pour un modèle de 10 cm:
« Numerical analysis shows that d must be very small (d < 5·10-5) to satisfy convexity together with the other restrictions, so the created object is very similar to a sphere. (In the admitted range of d the other parameter is approximately c ≈ 0.275.). This shows that physical demonstration of such an object might be problematic. Nevertheless, other such bodies, rather different from the sphere, may exist; it is an intriguing question what is the maximal possible deviation from the sphere » (« L'analyse numérique montre que d doit être très petit (d < 5·10-5) pour satisfaire à la convexité ainsi qu'aux autres restrictions, de sorte que l'objet créé est très semblable à une sphère. (Dans la plage admise de d, l'autre paramètre est approximativement c ≈ 0,275). Cela montre que la démonstration physique d'un tel objet pourrait être problématique. Néanmoins, d'autres corps de ce type, assez différents de la sphère, peuvent exister ; c'est une question intrigante que de savoir quelle est la déviation maximale possible par rapport à la sphère »).

## Applications

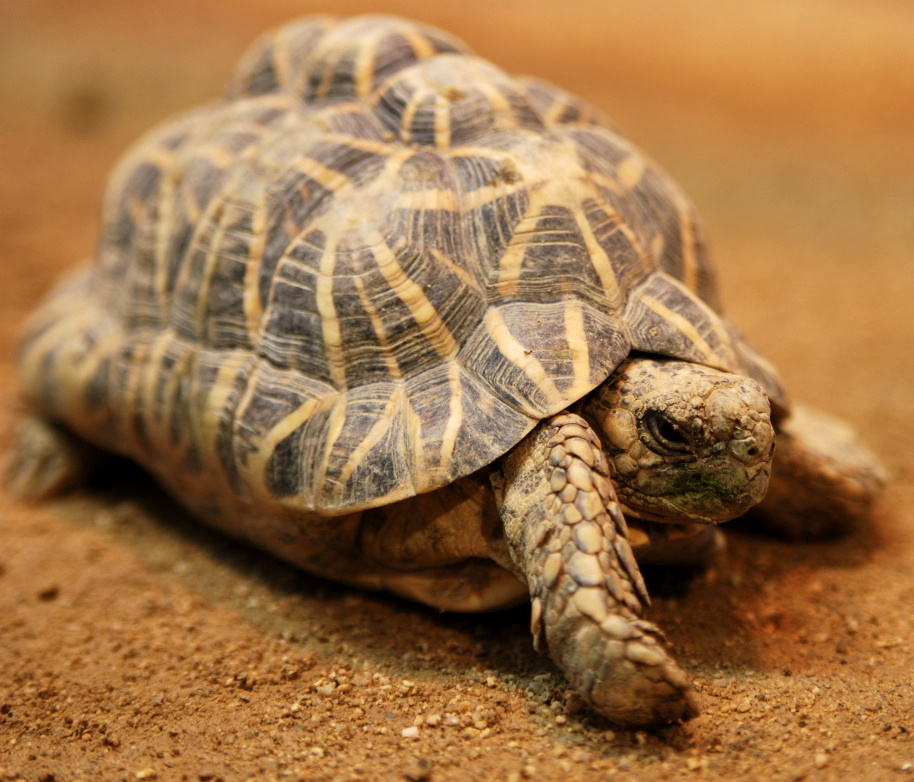
Une tortue avec une morphologie de carapace proche du gömböc, le retournement est facilité par la géométrie de la carapace.

### Biologie
La forme du gömböc peut être utilisée pour expliquer les mécanismes de retournement des animaux à carapace. En effet la géométrie de la carapace est très fortement liée à la capacité de l'animal à se retourner s'il est placé sur le dos. Dans le cas d'un gömböc, la propriété de mono-monostaticité signifie qu'il retournera spontanément dans la même position. Dans le cas des animaux, différentes géométries de carapaces coexistent.
Pour les animaux comme les scarabées, la carapace est très plate, et le mécanisme de retournement requiert beaucoup d'efforts et de mouvements de pattes.
Dans le cas des tortues, on peut distinguer deux types de morphologie. Certaines espèces possèdent une carapace dont la forme est proche de celle du gömböc, plutôt « sphérique ». Elles sont majoritairement terrestres et ont de courtes pattes. Leur morphologie leur permet un retournement facile requérant peu de mouvements de pattes, et leur carapace est bien adaptée pour résister à une attaque,.

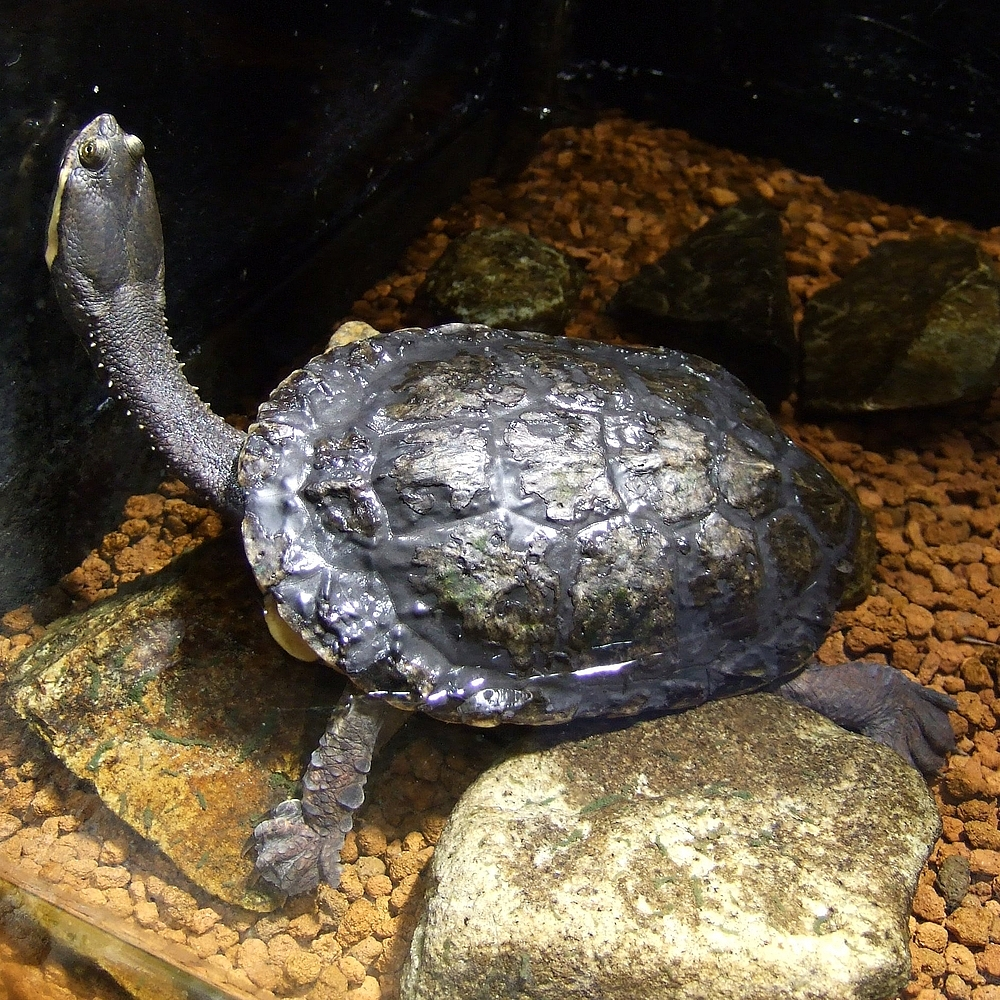
Une tortue à la carapace aplatie. De longues pattes et un grand cou sont nécessaires pour permettre un retournement.

D'autres espèces en revanche possèdent une carapace aplatie leur offrant une meilleure pénétration dans l'eau. En général, les espèces de cette seconde classe possèdent de longs cous et de grandes pattes. La forme de la carapace rendant difficile le retournement, l'adaptation requiert des membres allongés leur permettant de se retourner.
L'explication de la morphologie des tortues grâce à la géométrie du gömböc a déjà obtenu du crédit dans la communauté des biologistes.

### Géologie et philosophie
Le gömböc a stimulé la recherche et les réflexions sur les mécanismes d'évolution naturelle des formes. Il est en effet très improbable de trouver dans la nature un galet en forme de gömböc. Cependant, l'évolution des formes naturelles semble intimement liée avec le nombre de points d'équilibre statique : différents modèles d'abrasion et études expérimentales montrent que le nombre de points d'équilibre d'une particule est réduit pendant le procédé d'abrasion. Cette observation a permis de raffiner les équations gouvernant le procédé, qui ont été utilisées avec succès pour expliquer la forme de galets trouvés sur Mars ou la forme de l'objet interstellaire Oumuamua.
Malgré la réduction du nombre de positions d'équilibre au cours du procédé d'abrasion, il semble cependant que les deux points d'équilibre du gömböc soient un cas limite qui serait observé après un temps infini en pratique. 
En observant le procédé dans l'autre sens, on peut se demander quelles sont les caractéristiques typiques d'une particule originelle au commencement de son processus d'abrasion. Le point de départ serait le cube avec 26 points d'équilibre. Ce postulat a été vérifié récemment. Si on approche les particules créées par le processus d'abrasion par des polyèdres et que l'on calcule le nombre de faces, sommets et arêtes obtenues en moyenne, on obtient respectivement 6, 8 et 12 : exactement les valeurs du cube. 
Ce fait intéressant est en relation directe avec la conception du monde du philosophe Platon. Ce dernier identifiait les quatre éléments et le cosmos avec les cinq solides de Platon. En particulier, la Terre était identifiée avec le cube. Ceci est bien sûr à relativiser. Le monde physique étant bien plus complexe que le modèle abstrait le représentant, ce dernier n'est qu'un reflet très déformé du processus naturel. Ce résultat a obtenu énormément de crédit auprès de la presse scientifique,,,,. La revue Science le plaçait en 2020 parmi les dix articles les plus intéressants de l'année.

### Ingénierie
Les objets mono-monostatiques homogènes et convexes sont très similaires à des sphères, et leur fabrication requiert un usinage de précision. Cependant si on ne requiert pas l'homogénéité de l'objet, la géométrie du gömböc est un bon point de départ pour le design d'objets « auto-renversants ». 
Une équipe d'ingénieurs de l'université de Pennsylvanie a exploité la géométrie du gömböc pour résoudre un problème de stabilité pour des drones. Un problème majeur pour contrôler les drones est la difficulté à les maintenir dans une position stable, notamment en cas de collision. Les ingénieurs ont proposé un design de cage en forme de gömböc qui permet au drone de revenir toujours dans la bonne position après une collision.
Une autre équipe du MIT et de l'université Harvard a proposé un design proche du gömböc pour une capsule délivrant de l'insuline dans l'estomac, qui pourrait remplacer les injections pour les patients atteints de diabète de type 1. Le principe de cette capsule est sa capacité à trouver une position unique dans l'estomac, et ce grâce à sa distribution de masse et sa géométrie. Les scientifiques ont utilisé un modèle d'optimisation de forme en s'inspirant de la littérature sur le gömböc,. Le résultat obtenu est une capsule mono-monostatique dont le contour est similaire au gömböc.
L'équipe du catamaran Emirates Team New Zealand a développé un logiciel d'optimisation de performance pour son catamaran AC50. Le logiciel a été baptisé « Gomboc » en référence à l'objectif à atteindre. En effet, tout comme le gömböc, le bateau se doit d'être en équilibre mono-stable. Le logiciel est rapidement en train de devenir l'outil standard de conception navale de bateaux haute performance.

## Le gömböc dans le monde

### Représentation dans les arts
De nombreux artistes ont été inspirés par le gömböc.
Le court-métrage d'Ulrike Vahl Gömböc (2010) dépeint quatre inadaptés combattant les revers et les difficultés du quotidien qui ont une chose en commun : ils se relèvent toujours après être tombés.
Le court-métrage The Beauty of Thinking (2012) de Márton Szirmai décrit la découverte du gömböc,. Le film a été finaliste du GE Focus Forward festival.
Le gömböc est mentionné dans le roman de Dan Richards (en) Climbing Days (2016) lorsqu'il décrit le paysage de Montserrat.
Une exposition d'art abstrait de Ryan Gander avait pour thème l'auto-renversement. Elle présentait sept grands gömböc graduellement recouverts de sable volcanique noir.
Le gömböc est récurrent dans les peintures de Vivien Zhang.
À l'automne 2020, le théâtre Korzo de la Haye et le théâtre municipal de Biarritz ont présenté la production de danse Gömböc du chorégraphe Antonin Comestaz.

### Dans les médias
Tout comme le cube d'Ernö Rubik, il s'agit d'un objet mathématique attirant l'attention du grand public. Domokos et Várkonyi ont reçu la croix de chevalier de la république de Hongrie pour leur découverte. Le gömböc apparaissait dans la liste des 70 idées les plus intéressantes de l'année 2007 du New York Times,.
Le gömböc apparaît dans une série de timbres hongrois datée du 30 avril 2010 qui illustre un gömböc dans différentes positions. Le livret de timbres est fabriqué de manière à montrer le mécanisme d'auto-renversement quand le livret est feuilleté. Les timbres ont été édités en association avec World Epo 2010. Les timbres peuvent être visionnés sur le site Stamp News, et la nouvelle a été relayée par le magazine Linn's Stamp News.
Le gömböc est apparu dans l'épisode de QI de la BBC du 12 juillet 2009[réf. souhaitée]. 
Il est apparu dans l'émission télévisée américaine Jeopardy du premier octobre 2020.
Dans le premier épisode de la première saison de la série en ligne Video Game High School, Any Game in The House, le personnage principal Ki Swan crée un jeu dont l'antagoniste est un gömböc anthropomorphe.

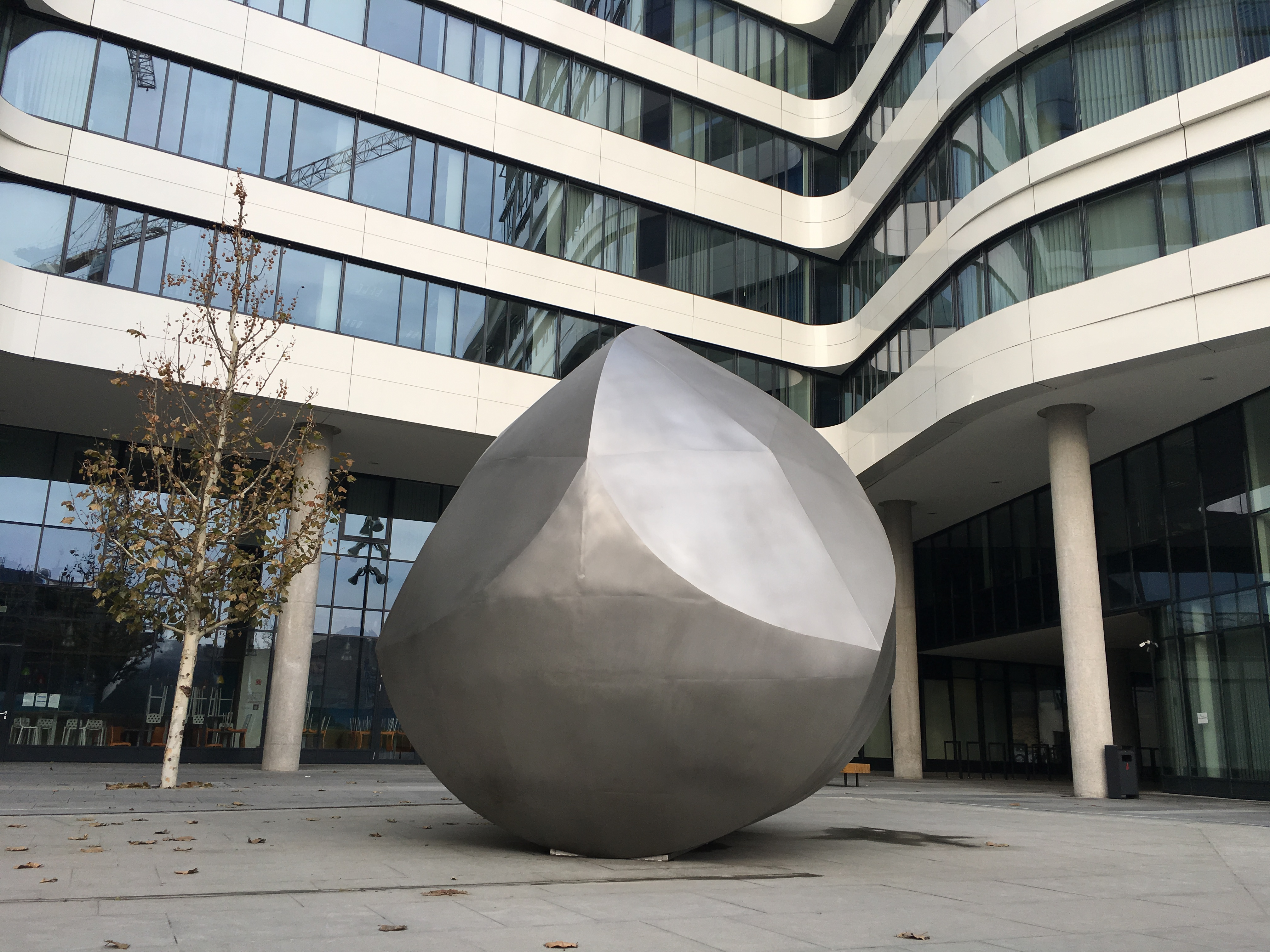
Un modèle de gömböc dans le quartier de Corvin à Budapest.

Le webcomic Darths and Droids utilise un gömböc comme dé à une face.

### Modèles
On peut trouver des gömböc manufacturés par la société hongroise Varinex dans des collections réparties de par le monde. Chaque exemplaire possède un numéro de série unique.
| Numéro de série | Institution                                            | Localisation                     | A propos du numéro de série                                                              | Date d'exposition | Technologie | Matériau               | Hauteur(mm) | Lien vers les détails | Autres commentaires |
| --------------- | ------------------------------------------------------ | -------------------------------- | ---------------------------------------------------------------------------------------- | ----------------- | ----------- | ---------------------- | ----------- | --- | --- |
| 1866            | Université Ardhi                                       | Dar es Salaam, Tanzanie          | Année de fondation de Dar es Salaam                                                      | Sep 2022          | CNC         | Alliage AlMgSi         | 90          | https://gomboc.eu/en/gomboc-1866-in-dar-es-salaam/                                                                                  | Présenté par H.E. Zsolt Mészáros, Ambassadeur de Hongrie à Nairobi. Sponsorisé par Ottó Albrecht                                                   |
| 1925            | Université Hébraïque                                   | Jérusalem, Israël                | Année d'ouverture                                                                        | Sep 2022          | CNC         | Inox                   | 90          | https://gomboc.eu/en/gomboc-1925-at-hebrew-university-in-jerusalem/                                                                 | Partie de la collection de modèles mathématiques. Présenté par H.E. Levent Benkő, ambassadeur de Hongrie à Tel Aviv. Sponsorisé par Ottó Albrecht. |
| 2021            | Deutsches Museum                                       | Münich, Allemagne                | Année de réouverture de la collection Mathématiques                                      | Juil 2022         | CNC         | Alliage AlMgSi         | 90          | https://gomboc.eu/en/gomboc-2021-at-deutsches-museum/                                                                               | Sponsorisé par Ottó Albrecht |
| 1410            | Jungfraujoch Research Station                          | Jungfraujoch, Suisse             | Jour et mois d'ouverture (Oct 14th 1922)                                                 | Juin 2022         | CNC         | Alliage AlMgSi         | 90          | https://gomboc.eu/en/gomboc-1410-at-high-altitude/                                                                                  | Sponsorisé par Ottó Albrecht |
| 1477            | Université d'Uppsala                                   | Uppsala, Suède                   | Année de fondation                                                                       | Juin 2022         | CNC         | Alliage AlMgSi         | 90          | https://gomboc.eu/en/gomboc-1477-in-uppsala/                                                                                        | Sponsorisé par Ottó Albrecht, présenté par H.E. Adrien Müller, ambassadeur de Hongrie à Stockholm                                                  |
| 1885            | Université Stanford                                    | Palo Alto, Californie, USA       | Année de fondation                                                                       | Mai 2022          | CNC         | Alliage AlMgSi         | 90          | https://gomboc.eu/az-1885-os-gomboc-a-stanford-egyetemen/                                                                           | Sponsorisé par Ottó Albrecht |
| 1826            | University College London                              | Londres, Royaume-Uni             | Année de fondation                                                                       | Mar 2022          | CNC         | Alliage AlMgSi         | 90          | https://gomboc.eu/en/gomboc-1826-at-ucl/                                                                                            | Présenté par l'ambassadeur de Hongrie à Londres H.E. Ferenc Kumin, Sponsorisé par Ottó Albrecht                                                    |
| 1905            | Université Nationale de Singapour                      | Singapour, Singapour             | Année de fondation                                                                       | Déc 2021          | CNC         | Alliage AlMgSi         | 90          | https://gomboc.eu/en/gomboc-1905-in-singapore/                                                                                      | Sponsorisé par Ottó Albrecht, presenté par l'ambassadeur de Hongrie H.E. Judit Pach                                                                |
| 1831            | Université de New-York                                 | New York, New York, USA          | Année de fondation                                                                       | Nov 2021          | CNC         | Alliage AlMgSi         | 90          | https://gomboc.eu/en/gomboc-1831-in-new-york/                                                                                       | Sponsorisé par Ottó Albrecht |
| 1466            | Academia Europaea                                      | Oxford, Royaume-Uni              | Complément du numéro de la Médaille Érasme de Roger Penrose, Année de naissance d'Érasme | Oct 2021          | CNC         | Alliage AlMgSi         | 90          | https://gomboc.eu/en/roger-penrose-receives-gomboc-1466/                                                                            | Sponsorisé par Ottó Albrecht, présenté par H.E. Ferenc Kumin, ambassadeur de Hongre à Londres.                                                     |
| 1908            | Université de l'Alberta                                | Alberta, Canada                  | Année de fondation                                                                       | Sep 2021          | CNC         | Alliage AlMgSi         | 90          | https://gomboc.eu/en/gomboc-1908-in-alberta/                                                                                        | Sponsorisé par Ottó Albrecht |
| 1836            | Université de Porto                                    | Porto, Portugal                  | Année de fondation                                                                       | Juil 2021         | CNC         | Alliage AlMgSi         | 90          | https://gomboc.eu/en/gomboc-1836-in-porto-3/                                                                                        | Sponsorisé par Ottó Albrecht |
| 1854            | EFP Zürich                                             | Zürich, Suisse                   | Année de fondation                                                                       | Juin 2021         | CNC         | Alliage AlMgSi         | 90          | https://ethz.ch/services/en/news-and-events/internal-news/archive/2021/06/im-gleichgewicht-goemboec-g-1854-neu-in-der-sammlung.html | Partie de la collection de modèles mathématiques. Sponsorisé par Ottó Albrecht                                                                     |
| 1878            | Université de Stockholm                                | Stockholm, Suède                 | Année de fondation                                                                       | Mai 2021          | CNC         | Alliage AlMgSi         | 90          | https://gomboc.eu/en/gomboc-1878-in-stockholm/                                                                                      | Présenté par H.E. Adrien Müller, ambassadeur de Hongrie à Stockholm. Sponsorisé par Ottó Albrecht                                                  |
| 1935            | Institut Courant de Sciences Mathématiques             | New York, New York, USA          | Année de fondation                                                                       | Fév 2021          | CNC         | Alliage AlMgSi         | 90          | https://gomboc.eu/en/gomboc-1935-at-the-courant-institute/                                                                          | Sponsorisé par Ottó Albrecht |
| 1740            | Université de Pennsylvanie                             | Philadelphie, Pennsylvanie, USA  | Année de fondation                                                                       | Déc 2020          | CNC         | Alliage AlMgSi         | 90          | https://gomboc.eu/en/gomboc-1740-at-upenn/                                                                                          | Sponsorisé par Ottó Albrecht |
| 1930            | Moscow Power Engineering Institute                     | Moscou, Russie                   | Année de fondation                                                                       | Déc 2020          | CNC         | Alliage AlMgSi         | 90          | https://gomboc.eu/en/gomboc-1930-in-moscow/                                                                                         | Cadeau de l'ambassade de Hongrie et de l'institut de Culture Hongroise de Moscou. Présenté par l'ambassadeur de Hongrie H.E. Norbert Konkoly       |
| 1978            | Université de Tromso - Université Arctique de Norvège  | Tromsø, Norvège                  | Année de fondation du département de Mathématiques                                       | Aou 2020          | CNC         | Alliage AlMgSi         | 90          | https://gomboc.eu/en/gomboc-1978-in-tromso/                                                                                         | Partie de la collection de modèles mathématiques. Sponsorisé par Otto Albrecht.                                                                    |
| 1828            | Université Technique de Dresde                         | Dresde, Saxe, Allemagne          | Année de fondation                                                                       | Juin 2020         | CNC         | Alliage AlMgSi         | 90          | https://mathematical-models.org/index.php/models/view/1157                                                                          | Partie de l'Archive Digitale de Mathématiques. Sponsorisé par Otto Albrecht.                                                                       |
| 1911            | Université de Regina                                   | Regina, Saskatchewan, Canada     | Année de fondation                                                                       | Mar 2020          | CNC         | Alliage AlMgSi         | 90          | https://gomboc.eu/en/gomboc-1911-in-saskatchewan-2/                                                                                 | Sponsorisé par Otto Albrecht. |
| 1996            | Université de Buenos Aires                             | Buenos Aires, Argentine          | Année de baptême du département de Physique Juan José Giambiagi                          | Mar 2020          | CNC         | Alliage AlMgSi         | 90          | https://gomboc.eu/en/gomboc-1996-in-buenos-aires/                                                                                   | Sponsorisé par Otto Albrecht. Présenté par l'ambassadeur de Hongrie H.E. Csaba Gelényi.                                                            |
| 1837            | Université Nationale et Kapodastrienne d'Athènes       | Athènes, Grèce                   | Année de fondation                                                                       | Déc 2019          | CNC         | Alliage AlMgSi         | 90          | https://gomboc.eu/en/gomboc-1837-in-athens-2/                                                                                       | Cadeau de l'ambassade de Hongrie, présenté par l'ambassadeur de Hongrie H.E Erik Haupt.                                                            |
| 1893            | Institut Sobolev de Mathématiques                      | Novosibirsk, Russie              | Année de fondation de la ville de Novosibirsk                                            | Déc 2019          | CNC         | Alliage AlMgSi         | 90          | https://gomboc.eu/en/gomboc-1893-in-novosibirsk/                                                                                    | Sponsorisé par Otto Albrecht. |
| 400             | New College, Oxford                                    | Oxford, Royaume-Uni              | Année de fondation de la chaire du Professeur de Géométrie Savilienne                    | Nov 2019          | CNC         | Bronze                 | 90          | | Sponsorisé par Otto Albrecht. |
| 1386            | Université d'Heidelberg                                | Heidelberg, Allemagne            | Année de fondation                                                                       | Juil 2019         | CNC         | Plexiglas transparent  | 180         | https://gomboc.eu/en/gomboc-1386-in-heidelberg/                                                                                     | Sponsorisé par Otto Albrecht. |
| 1636            | Université Harvard                                     | Boston, Massachusetts, USA       | Année de fondation                                                                       | Juin 2019         | CNC         | Alliage AlMgSi         | 90          | https://gomboc.eu/en/gomboc-1636-at-harvard/                                                                                        | Partie de la collection de modèles Mathématiques                                                                                                   |
| 1827            | Université de Toronto                                  | Toronto, Ontario, Canada         | Année de fondation                                                                       | Juin 2019         | CNC         | Alliage AlMgSi         | 90          | https://gomboc.eu/en/gomboc-1827-in-toronto/                                                                                        | Partie de la collection mathématiques. Archivé le 23 Juillet 2021. Sponsorisé par Otto Albrecht.                                                   |
| 1343            | Université de Pise                                     | Pise, Italie                     | Année de fondation                                                                       | Avr 2019          | CNC         | Alliage AlMgSi         | 90          | https://gomboc.eu/en/gomboc-1343-in-pisa/                                                                                           | Sponsorisé par Otto Albrecht. |
| 1868            | Université de Californie à Berkeley                    | Berkeley, Californie, USA        | Année de fondation                                                                       | Nov 2018          | CNC         | Alliage AlMgSi         | 90          | https://gomboc.eu/en/gomboc-1868-at-berkeley/                                                                                       | Sponsorisé par Otto Albrecht. |
| 2018            | Institut National de Mathématiques Pures et Appliquées | Rio de Janeiro, Brésil           | Année du congrès international des mathématiciens à Rio de Janeiro                       | Oct 2018          | CNC         | Alliage AlMgSi         | 90          | https://gomboc.eu/en/gomboc-2018-in-rio-de-janeiro/                                                                                 | Sponsorisé par Otto Albrecht. |
| 1865            | Université Cornell                                     | Ithaca, New York, USA            | Année de fondation                                                                       | Sep 2018          | CNC         | Alliage AlMgSi         | 90          | https://gomboc.eu/en/gomboc-1865-at-cornell/                                                                                        | Cadeau de Gábor Domokos |
| 1877            | Université de Tokyo                                    | Tokyo, Japon                     | Année de fondation                                                                       | Aou 2018          | CNC         | Alliage AlMgSi         | 90          | https://gomboc.eu/en/gomboc-1877-in-tokyo/                                                                                          | Partie de la collection de modèles mathématiques. Sponsorisé par Otto Albrecht.                                                                    |
| 1917            | Université de Chulalongkorn                            | Bangkok, Thaïlande               | Année de fondation                                                                       | Mar 2018          | CNC         | Alliage AlMgSi         | 90          | https://gomboc.eu/en/gomboc-1917-in-bangkok/%C2%A0                                                                                  | Cadeau de l'ambassade de Hongrie |
| 8               | Pavillon Hongrois                                      | Dinghai, Chine                   | Le nombre 8 est considéré chanceux dans la numérologie chinoise                          | Déc 2017          | CNC parts   | Plexiglas              | 500         | https://www.wifizs.cn/folder1/folder127/2017-01-19/102219.html                                                                      | Première exposition à l'exposition mondiale 2010.                                                                                                  |
| 13              | Château de Windsor                                     | Windsor, Berkshire, Royaume-Uni  |                                                                                          | Fév 2017          | CNC         | Argent certifié 99.99% | 90          | https://gomboc.eu/en/gomboc-1348-and-gomboc-0013-at-windsor-castle/                                                                 | Sponsorisé par Otto Albrecht. |
| 1348            | Château de Windsor                                     | Windsor, Berkshire, Royaume-Uni  | Année de fondation de l'ordre de la Jarretière                                           | Fév 2017          | CNC         | Plexiglas transparent  | 180         | https://gomboc.eu/en/gomboc-1348-and-gomboc-0013-at-windsor-castle/                                                                 | Sponsorisé par Otto Albrecht. |
| 1883            | Université d'Auckland                                  | Auckland, Nouvelle-Zélande       | Année de fondation                                                                       | Fév 2017          | CNC         | Titane                 | 90          | https://gomboc.eu/en/gomboc-1883-and-gomboc-2016-at-the-university-of-auckland/                                                     | |
| 2016            | Université d'Auckland                                  | Auckland, Nouvelle-Zélande       | Année d'ouverture du Centre Scientifique                                                 | Fév 2017          | CNC         | Plexiglas transparent  | 180         | https://gomboc.eu/en/gomboc-1883-and-gomboc-2016-at-the-university-of-auckland/                                                     | |
| 1785            | Université de Géorgie                                  | Athens, Georgia, USA             | Année de fondation                                                                       | Jan 2017          | CNC         | Alliage AlMgSi         | 90          | https://gomboc.eu/en/gomboc-1785-at-the-university-of-georgia/                                                                      | Sponsorisé par Otto Albrecht. |
| 1746            | Université Princeton                                   | Princeton, New Jersey, USA       | Année de fondation                                                                       | Juil 2016         | CNC         | Plexiglas transparent  | 180         | https://gomboc.eu/en/gomboc-1746-in-princeton/                                                                                      | Sponsorisé par Otto Albrecht. |
| 1910            | Université de KwaZulu-Natal                            | Durban, Afrique du Sud           | Année de fondation                                                                       | Oct 2015          | CNC         | Alliage AlMgSi         | 90          | https://gomboc.eu/en/gomboc-1910-in-south-africa/                                                                                   | Sponsorisé par Otto Albrecht. Présenté par l'ambassadeur de Hongrie H.E. András Király.                                                            |
| 1855            | Université d'état de Pennsylvanie                      | State College, Pennsylvanie, USA | Année de fondation                                                                       | Sep 2015          | CNC         | Alliage AlMgSi         | 90          | https://gomboc.eu/en/gomboc-1855-at-penn-state-university-2/                                                                        | Sponsorisé par Otto Albrecht. |
| 1409            | Université de Leipzig                                  | Leipzig, Allemagne               | Année de fondation                                                                       | Déc 2014          | CNC         | Alliage AlMgSi         | 90          | https://gomboc.eu/en/gomboc-1409-in-leipzig/                                                                                        | Sponsorisé par Otto Albrecht. |
| 2013            | Université d'Oxford                                    | Oxford, Royaume-Uni              | Année d'ouverture du bâtiment Andrew Wiles                                               | Fév 2014          | CNC         | Inox                   | 180         | https://gomboc.eu/en/gomboc-400-in-oxford/                                                                                          | Sponsorisé par Tim Wong and Ottó Albrecht |
| 1737            | Université de Göttingen                                | Göttingen, Allemagne             | Année de fondation                                                                       | Oct 2012          | CNC         | Alliage AlMgSi         | 90          | https://sammlungen.uni-goettingen.de/objekt/record_DE-MUS-069123_941/1/-/                                                           | Partie de la collection de modèles mathématiques.                                                                                                  |
| 1823            | Musée Bolyai, Librairie Teleki                         | Romania Târgu Mureș, Roumanie    | Année ou János Bolyai a annoncé avoir découvert la géométrie non euclidienne             | Oct 2012          | CNC         | Alliage AlMgSi         | 90          | https://gomboc.eu/en/gomboc-1823-at-the-bolyai-museum/                                                                              | Sponsorisé par Otto Albrecht. |
| 1821            | Crown Estate                                           | Londres, Royaume-Uni             | Année d'invention du moteur électrique par Faraday                                       | May 2012          | CNC         | Alliage AlMgSi         | 90          | https://gomboc.eu/en/gomboc-1821-at-the-british-crown-estate/                                                                       | Prix de la Sécurité Environnementale offert à E.ON Climate and Renewables                                                                          |
| 1802            | Musée National Hongrois                                | Budapest, Hongrie                | Année de fondation                                                                       | Mar 2012          | CNC         | Plexiglas transparent  | 195         | https://gomboc.eu/en/gomboc-1802-at-the-hungarian-national-museum/                                                                  | Sponsorisé par Thomas Cholnoky |
| 1928            | Institut Henri Poincaré                                | Paris, France                    | Année de fondation                                                                       | Avr 2011          | CNC         | Alliage AlMgSi         | 90          | https://gomboc.eu/en/gomboc-1928-in-paris/                                                                                          | Partie de la collection de modèles mathématiques.                                                                                                  |
| 1825            | Académie Hongroise des Sciences                        | Budapest, Hongrie                | Année de fondation                                                                       | Oct 2009          | CNC         | Alliage AlMgSi         | 180         | https://gomboc.eu/en/gomboc-1825-at-the-hungarian-academy-of-sciences/                                                              | Exposé dans le bâtiment principal de l'académie.                                                                                                   |
| 1209            | Université de Cambridge                                | Cambridge, Royaume-Uni           | Année de fondation                                                                       | Jan 2009          | CNC         | Alliage AlMgSi         | 90          | https://collections.whipplemuseum.cam.ac.uk/objects/14982                                                                           | Partie de la collection Whipple. Cadeau des inventeurs                                                                                             |
| 1546            | Trinity College, Cambridge                             | Cambridge, Royaume-Uni           | Année de fondation                                                                       | Déc 2008          | CNC         | Alliage AlMgSi         | 90          | https://gomboc.eu/en/gomboc-1546-at-trinity-college-cambridge-2/                                                                    | Cadeau de Gábor Domokos. |
| 1924            | Banque Nationale Hongroise                             | Budapest, Hongrie                | Année de fondation                                                                       | Aou 2008          | CNC         | Alliage AlMgSi         | 180         | https://gomboc.eu/en/gomboc-1924-at-the-hungarian-national-bank/                                                                    | |
| 108             | Résidence de Shamarpa                                  | Kalimpong, Inde                  | Nombre de volumes du Kangyur, qui contient les enseignements de Bouddha                  | Fév 2008          | CNC         | Alliage AlMgSi         | 90          | https://gomboc.eu/en/gomboc-108-in-kalimpong/                                                                                       | Cadeau de la communauté bouddhiste de Kamala. |
| 1896            | Bureau Hongrois des brevets                            | Budapest, Hongrie                | Année de fondation                                                                       | Nov 2007          | RPT         | Plastique              | 85          | https://gomboc.eu/en/gomboc-1896-at-the-hungarian-patent-office/                                                                    | |
| 1               | Institut de mathématiques Steklov                      | Moscou, Russie                   | Premier Gömböc numéroté                                                                  | Aou 2007          | RPT         | Plastique              | 85          | https://gomboc.eu/en/gomboc-001-at-the-steklov-institute-2/                                                                         | Cadeau de Vladimir Arnold. |